# غليسيدول
غليسيدول هو مركب عضوي ثنائي المجموعة الوظيفية، حيث يحتوي على مجموعتي الإيبوكسيد والكحول، ممّا يتيح استخدامه في مجموعة متنوعة من الاستخدامات الصناعية.

## الخواص الكيميائيّة والفيزيائيّة
مركب الغليسيدول سائل لزج قليلاً، وغير مستقر كيميائيّاً قليلاً، ولا يوجد غالباً في حالة نقيّة.

## التحضير
يمكن تحضير مركّب الغليسيدول من خلال إيبوكسدة كحول الأليل.

## التطبيقات
يُستخدم مركّب الغليسيدول في العديد من التطبيقات مثل طلاء الأسطح، والتخليق الكيميائي، والمستحضرات الصيدلانية، والمواد الكيميائية الصحية، وحليب المغنيسيا المعقم، كما يُستخدم كعامل لتكوين الهلام في الوقود الصلب. ويستخدم مركّب الغليسيدول كمثبت للزيوت الطبيعية وبوليمرات الفينيل، وكمزيل للاستحلاب، ويستخدم أيضاً كمادّة كيميائية وسيطة في تخليق بعض المركّبات الأخرى مثل الجلسرين، وإيثرات الجليسيديل، والإسترات، والأمينات.
في التخليق الكيميائيّ
يُستخدم مركّب الالغليسيدول في تحضير مركّب الديبروكسادول في المعمل، ويمكن الحصول على مركب الديبروفيلين من خلال ألكلة الثيوفيلين باستخدام الغليسيدول، كذلك يمكن تحضير مركّب الديبروكوالون معملياً من خلال ألكلة مركّب 2-ميثيل كوينازولين باستخدام الغليسيدول.

## الأثار والمخاطر الصحيّة
أثبتت الدراسات أن زيوت الطعام المكررة تحتوي على إسترات الأحماض الدهنية للغليسيديل التي يُعتقد أنّها تتكوّن بشكل أساسيّ أثناء إزالة الروائح الكريهة، ويؤدي التحلل المائي لهذه المركبات في الجهاز الهضمي إلى إطلاق الغليسيدول الحر الذي ثبت أنه مادة مسرطنة في الفئران.
أدرجت الوكالة الدولية لبحوث السرطان مرّكب الغليسيدول ضمن المجموعة الثانية بحسب تصنيف العوامل المسرطنة، مما يعني أنه من المحتمل أن يكون مادّة مسرطنة للإنسان. ولمرّكب الغليسيدول تأثيراً مهيجاً للجلد والعينين والأغشية المخاطية والجهاز التنفسي العلوي، وقد يؤدي التعرّض للغليسيدول أيضًا إلى اكتئاب الجهاز العصبي المركزي، ويليه تحفيز الجهاز العصبي المركزي.

## حد التعرّض الوظيفيّ
حددت إدارة السلامة والصحة المهنية حد التعرض المسموح به لمرّكب الغليسيدول عند 50 جزء من المليون على مدى ثماني ساعات من وردية العمل، بينما يوصي المعهد الوطني للسلامة والصحة المهنية بحد أقصى قدره 25 جزءاً من المليون على مدار ثماني ساعات عمل.